# Regina Hallová
Regina Hallová (nepřechýleně Hall; * 12. prosince 1970 Washington, D.C., USA) je americká filmová a televizní herečka a komička, známá především díky roli Brendy Meeksové ve čtyřech z pěti filmů Scary Movie. Za roli ve filmu Holky sobě získal ocenění New York Film Critics Circle Awards a nominace na ceny Gotham Awards a Independent Spirit Awards v kategorii nejlepší herečka. Dále se objevila ve filmech jako Horší než smrt (2010), Divoká dámská jízda (2017), Nenávist, kterou jsi probudil (2018), Dívenka (2019), Shaft (2019).

## Osobní život
Narodila se 12. prosince 1970 ve Washingtonu D.C. jako dcera faráře Odie Halla a učitelky Ruby Hallové. Studovala na Newyorské univerzitě, kde ukončila studium v roce 1997 a získala titul magistra v žurnalistice. Chtěla kariéru a život publicisty. Její první semestr na škole byl pro ni velmi těžký, protože jí zemřel otec. "Bylo to náhlé. A já myslím, že pokud se to někomu stalo také, ví jaké to je. Ví, jaké jsou náhlé události bolestivé," řekla Regina. "Když jste mladí, nevidíte hranici mezi životem a smrtí a vidíte život jako nekonečný. Ale když ztratíte někoho blízkého, uvědomíte si, že tu nejste navždy a taky si uvědomíte, co chcete za tu krátkou dobu dělat. A já věděla, že můj otec si přál, abych dokončila školu. A proto jsem to udělala, i když jsem měla kariéru."
V roce 2004 byla její matce Ruby diagnostikována sklerodermie. Když Regina zrovna nepracovala v Hollywoodu, byla u své matky v Sherman Oaks v Kalifornii v domově důchodců (obvykle to bylo dvakrát týdně). "Když jsem slyšela o té diagnóze mojí matky, nic moc jsem o té nemoci nevěděla. Ale moje kolegyně herečka Dana Delany, mě seznámila s Bobem Sagetem. Bob natočil film o sklerodermii pár let před tím, protože jeho sestra také trpěla touto nemocí a zemřela na ni. Bob založil nadaci pro lidi postižené sklerodermií. Přihlásila jsem svou matku."
V roce 2014 se stala ambasadorkou Bílých Diamantů Elizabeth Taylor.

## Filmografie

### Filmy
| Rok  | Název                          | Role                         | Poznámky                 |
| ---- | ------------------------------ | ---------------------------- | ------------------------ |
| 1999 | Svatebčané                     | Candace „Candy“ Sparks       |                          |
| 2000 | Láska a basket                 | Lena Wright                  |                          |
| 2000 | Scary Movie                    | Brenda Meeks                 |                          |
| 2001 | Scary Movie 2                  | Brenda Meeks                 |                          |
| 2002 | The Other Brother              | Vicki                        |                          |
| 2002 | Zákon gangu                    | Keisha                       |                          |
| 2003 | Nejhledanější v Malibu         | Shondra                      |                          |
| 2003 | Scary Movie 3                  | Brenda Meeks                 |                          |
| 2005 | Královské výkupné              | Peaches Clarke               |                          |
| 2005 | Honeymooners                   | Trixie Norton                |                          |
| 2005 | Six Months Later               | Keri                         |                          |
| 2006 | Scary Movie 4                  | Brenda Meeks                 |                          |
| 2006 | Danika                         | Evelyn                       |                          |
| 2006 | The Elder Son                  | Susan                        |                          |
| 2006 | Poslední prázdniny             | Jackie                       |                          |
| 2008 | První neděle                   | Omunique                     |                          |
| 2008 | Suprhrdina                     | paní Xavierová               |                          |
| 2009 | Ctihodný občan                 | Kelly Rice                   |                          |
| 2010 | Horší než smrt                 | Michelle Barnes              |                          |
| 2011 | Mardi Gras: Jarní prázdniny    | Ann Marie                    |                          |
| 2012 | Mysli jako on                  | Candace Hall                 |                          |
| 2013 | The Best Man Holiday           | Candace „Candy“ Sparks-Murch |                          |
| 2014 | Ohledně minulé noci            | Joan Derrickson              |                          |
| 2014 | Mysli taky jako chlap          | Candace Hall                 |                          |
| 2015 | People, Places, Things         | Diane                        |                          |
| 2015 | Bláznivá dovolená              | Nancy Peterson               |                          |
| 2016 | Když se zlomí větev            | Laura Taylor                 |                          |
| 2016 | Holičství 3: Nový sestřih      | Angie                        |                          |
| 2017 | Divoká dámská jízda            | Ryan Pierce                  |                          |
| 2017 | Naked                          | Megan                        |                          |
| 2018 | Holky sobě                     | Lisa                         |                          |
| 2018 | Prison Logic                   | Cheryl Wagner                |                          |
| 2018 | Nenávist, kterou jsi probudil  | Lisa Carter                  |                          |
| 2019 | Shaft                          | Maya Shaft                   |                          |
| 2019 | Dívenka                        | Jordan Sanders               | také výkonná producentka |
| 2021 | Breaking News in Yuba County   | Ramirez                      |                          |
| 2022 | Profesorka                     | Gail Bishop                  |                          |
| 2022 | Honk for Jesus. Save Your Soul | Trinitie Childs              |                          |
| 2022 | Me Time                        | Maya                         |                          |

### Televize
| Rok           | Název                            | Role                     | Poznámky                                                                                                |
| ------------- | -------------------------------- | ------------------------ | --- |
| 1992          | Loving                           | bezejmenná               | díl vysílaný 13. srpna 1992                                                                             |
| 1997          | New York Undercover              | Tammy                    | díl: „No Place Like Hell“                                                                               |
| 2000          | Odchody a návraty                | Portia                   | krátký televizní film                                                                                   |
| 2000          | Policie - New York               | Sharice Warner           | díl: „Malý Abner“                                                                                       |
| 2001–2002     | Ally McBealová                   | Corretta Lipp            | 25 dílů nominace – Image Award v kategorii nejlepší ženský herecký výkon ve vedlejší roli (TV: komedie) |
| 2010–2011     | Zákon a pořádek: Los Angeles     | Deputy D.A. Evelyn Price | 7 dílů                                                                                                  |
| 2013          | Second Generation Wayans         | Regina                   | 4 díly                                                                                                  |
| 2014          | Married                          | Roxanne                  | 2 díly                                                                                                  |
| 2015          | S tímto prstenem                 | Trista                   | televizní film                                                                                          |
| 2015          | Key and Peele                    | Manželka č. 1            | díl: „Airplane Showdown“                                                                                |
| 2016          | Uncle Buck                       | Jackie King              | díl: „Pilot“                                                                                            |
| 2016          | Děda se závazky                  | Catherine                | 5 dílů                                                                                                  |
| 2016–2017     | Black-ish                        | Vivian                   | 3 díly                                                                                                  |
| 2017          | Nesvá                            | Ninny                    | 4 díly                                                                                                  |
| 2017–2018     | The Gong Show                    | Sama sebe                | 3 díly                                                                                                  |
| 2019–2021     | Černé pondělí                    | Dawn Darcy               | hlavní role, 27 dílů také producentka                                                                   |
| 2021          | Úplně cizí lidé                  | Carmel Schneider         | hlavní role, 8 dílů                                                                                     |
| bude oznámeno | The Best Man: The Final Chapters | Candace "Candy" Sparks   | hlavní role                                                                                             |

## Ocenění a nominace
| Rok  | Práce          | Ocenění                                         | Kategorie                                                                                                  | Výsledek  |
| ---- | -------------- | ----------------------------------------------- | --- | --------- |
| 2003 | Ally McBealová | NAACP Image Awards                              | nejlepší ženský herecký výkon ve vedlejší roli: seriál (komedie)                                           | nominace  |
| 2018 | Girls Trip     | NAACP Image Award                               | nejlepší ženský herecký výkon ve vedlejší roli: film                                                       | nominace  |
| 2018 | Holky sobě     | African-American Film Critics Association Award | nejlepší herečka                                                                                           | vítězství |
| 2018 | Holky sobě     | Austin Film Critics Association Award           | nejlepší herečka                                                                                           | nominace  |
| 2018 | Holky sobě     | Black Reel Award                                | nejlepší herečka                                                                                           | nominace  |
| 2018 | Holky sobě     | Boston Online Film Critics Association Award    | nejlepší obsazení                                                                                          | vítězství |
| 2018 | Holky sobě     | Chicago Film Critics Association Award          | nejlepší herečka                                                                                           | nominace  |
| 2018 | Holky sobě     | Chlotrudis Award                                | nejlepší herečka                                                                                           | nominace  |
| 2018 | Holky sobě     | Florida Film Critics Circle Award               | nejlepší obsazení                                                                                          | 2. místo  |
| 2018 | Holky sobě     | Gotham Independent Film Award                   | nejlepší herečka                                                                                           | nominace  |
| 2018 | Holky sobě     | Independent Spirit Award                        | nejlepší herečka v hlavní roli                                                                             | nominace  |
| 2018 | Holky sobě     | Online Film Critics Society Award               | nejlepší herečka                                                                                           | nominace  |
| 2018 | Holky sobě     | National Society of Film Critics Award          | nejlepší herečka                                                                                           | 2. místo  |
| 2018 | Holky sobě     | New York Film Critics Circle Award              | nejlepší herečka                                                                                           | vítězství |
| 2018 | Holky sobě     | San Francisco Film Critics Circle Award         | nejlepší herečka                                                                                           | nominace  |
| 2018 | Holky sobě     | Seattle Film Critics Society Award              | nejlepší herečka                                                                                           | nominace  |
| 2018 | Holky sobě     | Vancouver Film Critics Circle Award             | nejlepší herečka (remíza s Melissou McCarthy za Můžete mi kdy odpustit? a Oliviou Colmanovou za Favoritka) | vítězství |
| 2018 | Holky sobě     | Talk Film Society Award                         | nejlepší herečka                                                                                           | nominace  |
| 2018 | Holky sobě     | Toronto Film Critics Association Award          | nejlepší herečka                                                                                           | nominace  |